# Informe MacBride
L'Informe MacBride, amb el lema "Veus múltiples, un sol món", és un document de caràcter polític i intel·lectual impulsat per la Unesco. Es va publicar el 1980 i va ser redactat per una comissió presidida per l'irlandès Seán MacBride, guanyador del premi Nobel de la Pau. El seu objectiu era analitzar els problemes de la comunicació al món i les societats modernes, particularment en relació amb la comunicació de masses i a la premsa internacional, i llavors suggerir un nou ordre comunicacional per resoldre aquests problemes i promoure la pau i el desenvolupament humà.
L'informe es va presentar en la Conferència General de la UNESCO l'any 1980 i tracta, explícitament, de les relacions que s'estableixen entre els camps de la comunicació, les relacions de poder i la democràcia. El títol original d'aquest informe és "Un sol món, veus múltiples", al que es va acabar per conèixer com a "Informe MacBride" a conseqüència que Sean MacBride va ser el president de la comissió internacional que es va encarregar d'aquest estudi.
En el document es van establir els principis, les accions i els punts en els quals hauria de basar-se aquest Nou Ordre Mundial de la Informació i Comunicació (NOMIC) que es proposava en l'informe.

## "Veus múltiples en un món a l'inrevés"
Sean MacBride va ser un advocat irlandès que va ocupar el lloc de Ministre d'Afers exteriors d'Irlanda. El 1974 va ser guardonat amb el Premi Nobel de la Pau; el 1977 va obtenir també l'equivalent soviètic del Nobel, l'anomenat Premi Lenin. MacBride va centrar els seus treballs en la defensa dels Drets Humans i va fundar, el 1946, el Partit Republicà Irlandès. Al seu torn, el 1961 va presidir l'Organització de Defensa dels Drets Humans d'Amnistia Internacional i, des de 1974 a 1976, va treballar com a Alt Comissionat de les Nacions Unides a Namíbia.
El 1977 la UNESCO el va nomenar President de la Comissió Internacional que s'encarregaria de desenvolupar un estudi sobre els problemes de la comunicació, un estudi que donaria lloc a l'anomenat Informe MacBride.

### El germen de l'Informe MacBride
Al juny de 1977, Sean MacBride va pronunciar un discurs a la UNESCO sobre el paper de la premsa i la seva importància en la societat. El discurs es va centrar en la fragilitat i la vulnerabilitat de la premsa a conseqüència de les grans pressions econòmiques, financeres i polítiques que sofrien els mitjans de comunicació del moment. Aquestes pressions tenien el seu origen en els interessos de les multinacionals dels grans grups de comunicació.
En aquest mateix discurs, MacBride va suggerir que una organització com la UNESCO hauria d'encarregar-se d'investigar aquesta qüestió i que, a més, aquesta hauria de proposar un objecte de declaració o, fins i tot, una convenció que intentés protegir el dret a la llibertat d'expressió i a la informació amb la finalitat d'evitar que els mitjans de comunicació fossin manipulats pels governs de torn o pels interessos econòmics.
El seu discurs va tenir tant calat en la UNESCO que, uns mesos més tard, Amadou-Mahtar M'Bow, llavors Director General de la UNESCO, li va proposar ser el President d'una Comissió Internacional que s'encarregués d'estudiar els problemes que existien en l'àmbit de la comunicació.
En aquesta comissió van participar grans personalitats del món de la informació i de la comunicació. Entre ells van destacar: Hubert Beuve-Méry, fundador de Le Monde; Gabriel García Márquez, escriptor colombià; Leonid Zamiatin, portaveu del Govern soviètic; i Marshall McLuhan, sociòleg canadenc.
LacComissió va començar els seus treballs al desembre de 1977 i van durar uns tres anys. El mateix Sean MacBride va reconèixer: "les circumstàncies que envoltaven la creació d'aquesta Comissió no m'inspiraven el més mínim optimisme. En els anys 70 les discussions internacionals sobre el problema de la comunicació havien arribat a l'estadi de l'enfrontament directe". Aquests enfrontaments es produïen entre el tercer món, que es queixaven de les informacions que els països desenvolupats divulgaven, ja que, creien que atemptaven contra la lliure circulació de la informació.
Sean MacBride i els seus companys de Comissió van intentar, per tots els mitjans, analitzar la situació de la comunicació des del punt de vista històric, polític i social perquè, segons ells, era l'única manera d'assegurar el futur de la societat. En l'Informe Mc Bride se sol·licitava un nou paper dels mitjans de comunicació, un paper que intentés sobrepassar l'àmbit dels "primers auxilis" i que se centrés a contribuir al desenvolupament i al canvi dels països menys afavorits.
Al seu torn, l'informe es va centrar en la defensa i la protecció dels periodistes que, pel seu treball, solen ser molests pels governs, els polítics i els seus interessos econòmics. Així, Sean MacBride va donar una gran importància a la protecció dels periodistes d'investigació i dels reporters de guerra.
A més, l'Informe MacBride exposa els delictes, l'origen dels quals està en el poder, que influeixen negativament en el periodisme; i els drets i deures deontològics del periodista. Entre els deures es van destacar: la responsabilitat social dels professionals de la informació que implica una sèrie d'obligacions respecte de l'opinió pública; el respecte cap a les lleis, amb la finalitat que els periodistes no vulnerin els drets dels ciutadans; i la necessitat d'assumir, per part dels professionals, la responsabilitat contractual amb els mitjans de comunicació. És important afegir que, l'Informe MacBride, ressalta que la llibertat d'expressió té una gran importància sempre que s'exerceixi amb responsabilitat, relacionant-la amb l'ètica professional. Si això no fos així es podria produir una distorsió de la informació que repercutiria en els ciutadans, segons l'informe.

## Títols, línies d'Actuació i punts destacats

### Títols
Després de presentar, el 1980, la recerca desenvolupada per la Comissió MacBride, els seus membres van establir 82 recomanacions que van quedar dividides en els següents títols: 
- Política de comunicació per a la independència i l'autodesenvolupament
- Reforç de les llicències per a les tecnologies apropiades
- Noves tasques socials per als mitjans de comunicació
- Integració de la comunicació al desenvolupament
- El recurs de l'ètica i les normes per a la integritat professional
- La democratització de la comunicació: Component essencial del dret humà
- El reforç de la identitat cultural per a la dignitat humana
- L'accés a la informació tècnica: Recursos essencials per al desenvolupament
- Promoció de la cooperació internacional per als mecanismes adequats
- Membres associats del desenvolupament: Tots els actors implicats

De tots aquests títols, l'Informe MacBride insistia en diversos d'ells com a claus per a la creació del Nou Ordre Mundial de la Informació i Comunicació (NOMIC). El primer d'aquests és el que fa referència a la Integració dels mitjans de comunicació, íntimament relacionat amb la informàtica com a punt imprescindible per al desenvolupament. El 1980 es preveia ja la gran revolució que portaria l'avanç de la informàtica i la influència que aquesta tindria en l'àmbit de la comunicació. Per això, l'Informe MacBride insistia que era d'extrema necessitat que els països del tercer món poguessin aconseguir, en igualtat de condicions, els avanços tecnològics amb la finalitat de millorar els fluxos de comunicació.
L'altre dels títols en els quals es posava l'accent és el que fa al·lusió a la democratització de la comunicació. La recerca que va dur a terme la Comissió MacBride va demostrar que existia, a nivell mundial, una manca en la democratització de la informació i va relacionar aquest fet amb l'article 19 de la Declaració Universal dels Drets Humans, així com amb el dret dels ciutadans a accedir lliurement a les fonts d'informació. Per això, la Comissió va proposar crear unes línies d'actuació, a nivell internacional, que afavorissin l'equilibri entre les lleis internes de cada país i el dret internacional. Així, es produiria una veritable democratització del coneixement. A més, la Comissió es va centrar a defensar el compliment dels drets humans, el defensa dels quals correspon en gran manera als mitjans de comunicació, i afirmava que aquests no existirien sense el reconeixement de la llibertat d'expressió, la llibertat de premsa, la llibertat d'informació i el dret de reunió.
Així mateix, la Comissió MacBride va ressaltar la transcendència que tenia el fet de crear uns codis deontològics i va considerar que aquests havien de ser desenvolupats pels mateixos professionals de la informació, alguna cosa que ja es recollia a la Declaració de la UNESCO sobre la contribució dels mitjans de comunicació al reforç de la pau i dels drets humans. A més, es va proposar la instauració de Consells de Mitjans de Comunicació, ja que la comissió considerava que el desenvolupament d'aquests organismes podrien afavorir la participació democràtica i l'eliminació de les distorsions de la informació que es produïen en l'àmbit de la comunicació.

### Línies d'actuació
L'Informe MacBride se sustentava en dues premisses claus. La primera, feia referència al poder d'informar i al poder de ser informat. L'informe venia a dir que aquesta era l'essència de la societat moderna. De tal forma que, en produir-se un augment de la concentració del poder d'informar, aquest podria provocar el desenvolupament de noves maneres de control que portarien a la desaparició dels poders en les societats. La segona premissa feia al·lusió al fet que la informació és un recurs d'extrema importància en la societat que estava íntimament lligat a la comunicació, la tecnologia i la cultura. Així, es van establir cinc línies d'actuació: 
- Promoure la idea que la comunicació és un dret fonamental dels ciutadans i grups socials
- Minorar els desequilibris i desigualtats, així com les distorsions, que es produeixen al moment de la difusió de la informació
- Promoure una comunicació democràtica global en la qual es respectin les identitats culturals i els drets individuals dels ciutadans
- Desenvolupar polítiques de comunicació, en cadascun dels estats, relacionades amb el procés de desenvolupament
- Investigar quins han de ser les bases sobre les quals se sostindria el Nou Ordre Mundial de la Informació i la Comunicació (NOMIC) com a part d'un Nou Ordre Econòmic Internacional (NOEI)

### Punts forts
Com s'ha citat anteriorment, l'Informe MacBride va fixar els punts sobre els quals havia de construir-se el Nou Ordre Mundial de la Informació i Comunicació (NOMIC). Aquests eren els següents: 
- Eliminar els desequilibris i desigualtats entre el tercer món i els països desenvolupats
- Erradicar els efectes negatius que es produeixen per la creació de monopolis
- Liquidar les barreres, tant internes com a externes, que impedeixen la lliure circulació i una difusió equilibrada de la informació
- Garantir la pluralitat de les fonts i els canals de la informació
- Garantir, al seu torn, la llibertat de premsa i d'informació
- Augmentar la capacitat dels països del tercer món per millorar la situació, l'equipament i la formació professional dels periodistes
- Cooperació dels països desenvolupats cap al compliment del punt anterior
- Respectar la identitat cultural i el dret de cada país d'informar als ciutadans del món de les seves aspiracions i els seus valors, tant socials com a culturals
- Respectar el drets de tots els pobles del món a participar en els fluxos d'informació internacionals
- Respectar els drets dels ciutadans d'accedir a les fonts d'informació i de participar activament en el procés de comunicació

## Fracàs
El lema que va estar present durant tot l'Informe MacBride va ser la solidaritat internacional. Perquè les línies d'actuació i les recomanacions d'aquesta Comissió fossin efectives, havien de ser recolzades pel Sistema de Nacions Unides i, concretament, per la UNESCO. L'informe es va aprovar el 1980, una data en la qual la revolució tecnològica afavoria als països desenvolupats i, sobretot, als Estats Units. Els països desenvolupats es van sentir ofesos amb la proposta perquè aquesta promulgava el dret de tots a accedir a les noves tecnologies i el dret de tots a emetre qualsevol tipus d'informació, fet que minvava els interessos econòmics dels països desenvolupats.
Precisament, amb l'arribada de Ronald Reagan al Govern, els Estats Units es va desmarcar totalment de l'Informe MacBride i va elaborar un programa de desenvolupament amb unes pautes d'actuació contrari a l'ONU i a la UNESCO. Aquest programa estatunidenc deixava ja de costat les propostes que feien referència a l'eliminació dels desequilibris mundials, al control del monopoli en el camp de la comunicació, la supressió de barreres i la pluralitat de les fonts i els canals d'informació, tots ells aspectes claus en l'Informe MacBride. Així, els Estats Units va anunciar, poc temps després, que deixaven de formar part de la UNESCO. El treball de la Comissió presidida per Sean MacBride va començar a considerar-se, per part del bàndol estatunidenc, com un "conjunt de projectes sovietizants" que eren pràcticament incompatibles amb les llibertats de les societats democràtiques.
Aquestes idees van ser compartides, des que els Estats Units va anunciar la seva retirada de la UNESCO fins a la seva sortida real (1985), pels grans grups mediàtics. Els estatunidencs van considerar que l'informe "Un sol món, veus múltiples" es va convertir en una obsessió per MacBride i ho van titllar d'incompatible amb la llibertat d'expressió i la llibertat d'informació. A partir de llavors, Sean MacBride va començar a mancar de credibilitat i, fins i tot, de veu i M'Bow, un dels grans suports de MacBride, va ser rellevat del seu càrrec com a director general de la UNESCO. Amb la sortida de M'Bow de la UNESCO, aquest organisme va desenvolupar una nova estratègia de comunicació que eliminava totalment les pautes i objectius de l'Informe MacBride i acabava per sempre amb l'esperit de consens que hi havia fet possible la seva elaboració.
Així, el 1989, se celebra la XXIV Conferència General de la UNESCO on s'esborren tots els principis que l'Informe MacBride havia promulgat i es torna als inicis de la UNESCO, és a dir, tornen a debatre's aspectes relacionats amb els fluxos d'informació i el paper dels mitjans de comunicació als països en desenvolupament, però des del punt de vista inicial de la UNESCO. Un punt de vista que havia afavorit sempre als Estats Units, des de 1946 fins a 1970, i als països desenvolupats.